# Вуд, Анита
Анита Мари Вуд Брюер (англ. Anita Wood; 27 мая 1938, Беллс, Теннесси — 29 июня 2023, Джэксон) — певица, актриса и бывшая девушка Элвиса Пресли. Позже она вышла замуж за футболиста НФЛ Джонни Брюера. Пресли и Вуд познакомились в 1957 году, и в том же году Пресли назвал Вуд «своей девушкой №1». Они состояли в отношениях в течение нескольких лет с 1957 по 1962 год. Вуд подписала контракт с Paramount Pictures, но позже отказалась от него ради Пресли. В 1976 году Джонни Брюер подал в суд на издательскую компанию Memphis Publishing Company за клевету, когда она сообщила, что Анита Брюер развелась с Брюером и воссоединилась с Пресли в Лас-Вегасе. Анита Вуд появилась на шоу Ларри Кинга в 2005 году, чтобы рассказать о своем романе с Элвисом Пресли.
Анита записывала песни для ABC-Paramount (1958), Sun (1961) и Santo (1963). Она также работала на шоу Энди Уильямса (лето 1958 года) и записала песню «Hawaiian Wedding Song», вошедшую в Топ-15 хитов в начале 1959 года.